# Steve Heard
Steve Heard (Reino Unido, 29 de abril de 1962) es un atleta británico retirado especializado en la prueba de 800 m, en la que consiguió ser campeón europeo en pista cubierta en 1989.

## Carrera deportiva
En el Campeonato Europeo de Atletismo en Pista Cubierta de 1989 ganó la medalla de oro en los 800 metros, con un tiempo de 1:48.84 segundos, por delante del neerlandés Rob Druppers  y del alemán Joachim Heydgen.